# Акоп и Армен
Акоп Акопян и Армен Оганнисян (арм. Հակոբ Հակոբյան & Արմեն Հովհաննիսյան) — музыкальный дуэт. Их музыкальная карьера началась в 2016 году с песни «Мой брат и я» и продолжается до сих пор. У них было множество песен, видеоклипов, сольных концертов, гастролей. Акоп Акопян и Армен Оганесян исполняют множество песен в патриотическом, народном и эстрадном жанрах. Они были награждены различными призами: «Дуэт года», 2017 «Откровение года» — Национальная музыкальная премия, «Песня года» — 2018 — Песня года, Награда за лучший дуэт Армении 2018, 2018 «Песня года» — Премия «Песня года», 2019.

## История
Акоп Акопян родился 23.06.1988 г. в больнице № 8 г. Еревана. Акоп учился в Образовательном Комплексе Мхитар Себастаци с 6 лет. Когда он учился в школе, у него были музыкальные и коммуникативные навыки. В школьные годы он участвовал в многочисленных олимпиадах чтецов и постановках как певец, актёр и телеведущий. Акоп начал работать на Общественном радио Армении в качестве телеведущего в возрасте 15 лет, а позже, в том же возрасте, он начал свои первые шаги на телевидении — на Национальном музыкальном канале и в телепрограмме «Новые времена». . С 6 лет Акоп начал посещать ансамбль армянского народного танца «Севан» до 15 лет. После этого продолжал танцевать в танцевальном ансамбле «Берд» до 23 лет. Телевидение стало для Акопа очень важным. Он решил поступать в Ереванский государственный институт театра и кинематографии, чтобы больше узнать о телевидении. В 2004 году Акоп начал изучать профессию телевизионного режиссёра в названном государственном институте. Акоп продолжил обучение по той же специальности и получил степень магистра после окончания института с дипломом в 2009 году. Акоп снял несколько документальных фильмов, короткометражных фильмов, получил различные награды на разных кинофестивалях в студенческие годы. Акоп также активно работал волонтером на различных театральных и кинофестивалях. В начале этих лет Акоп начал совмещать уроки и учёбу с работой. Он начал работать на телевидении. Работал телеведущим (с 2006 по 2008 год) на телеканале «Ереван», затем телеведущим, режиссёром, продюсером, сценаристом (с 2009 по 2017 год) на АТВ. За последние несколько лет Акоп прославился как телеведущий ряда телепроектов: «Упс», «Скрытый упс», «Мини-упс», «Тайна животных», «Бартер», «Голодные игры» и «Голос Армении». Акоп как режиссёр представил проект «Секс в маленьком городе», а также был продюсером проекта «Давай поженимся». Затем Акоп также представился актёром в сериале «Каре Дард» (комедия), воплотив в образе Мамука. Позже последовало другое предложение; Это был сериал «Сестра Абеля», где он исполнил роль одного из главных героев — мальчика по имени Севак. Акоп преподает искусство телевещания в школе Гаяне Пайтян с 2017 года по настоящее время. Акоп начал карьеру певца, представившись дуэтом с Арменом Оганесяном в 2016 году. Их музыкальная карьера началась в 2016 году с песни «Мой брат и я» и продолжается по сей день. У них было множество песен, видеоклипов, сольных концертов, гастролей. Сейчас Акоп Акопян очень успешный певец в армянском шоу-бизнесе. Акоп и Армен Оганесян исполняют множество песен в патриотическом, народном и эстрадном жанрах. Они были награждены различными призами: «Дуэт года» — AAD Awards, «Откровение года» — Национальная музыкальная премия 2017, «Песня года» — «Песня года» — 2018, Лучший дуэт — 2018 — Armenian Info Awards, 2018.
Армен Оганесян родился 8 апреля 1989 года в Ереване. В 6 лет Армен пошел в школу имени Хачика Даштенца в Ереване. Любовь к искусству проявилась ещё в школе. Он интересовался литературой, историей и особенно пением. Он начал представлять себя певцом ещё в школьные годы, исполняя в основном народные и патриотические песни на различных мероприятиях. Армен начал посещать трамплины с 7 до 14 лет, а позже завоевал первые места на нескольких соревнованиях. Одновременно Армен Оганесян посетил танцевальный коллектив. Это была школа души и танцев Софи Девоян. После окончания школы Армен поступил в Финансовую академию и изучал экономику. Осознав, что экономисту ему не комфортно, Армен вернулся к пению. В 2006 году поступил в Ереванскую государственную консерваторию. Он проучился здесь шесть лет. Затем Армен Оганесян ушел в армию. В течение 2 лет служил солистом военного ансамбля Министерства обороны РА. В 2013 году Армен Оганесян принял участие в музыкальном проекте «Голос Армении» и вышел в полуфинал. Этот проект принес Армену большое признание и стал началом его музыкальной карьеры. После завершения проекта Армен снял несколько видеоклипов на написанные для него песни, что также оказало большое влияние на карьеру певца. Армен Оганесян представил дуэт с Акопом Акопяном, начатый с 2016 года. Этот проект помог Армену Оганесяну подтвердить свои позиции в армянском шоу-бизнесе. Вместе с Акопом Акопяном он начал петь патриотические и народные песни. Это имело большой отклик среди армян по всему миру. Они начали гастролировать и дали многочисленные концерты для армянской публики в разных странах мира. Акоп Акопян и Армен Оганесян продолжают совместную карьеру.
В 2020 году они получили предложение от usarmenia TV сняться в сериале «Xabkanq», где они сыграли персонажей братьев Акопа и Армена, управляющих собственной больницей.

## Премии
| Год       | Награда                                     |
| --------- | ------------------------------------------- |
| 2017      | Duet of the year-AAD Awards                 |
| 2018      | Revolution of the year-Swallow Music Awards |
| 2018-2019 | Song of the Year                            |
| 2019-2020 | Song of the Year                            |

## Песни
- «Axpers u es» (2016)
- «Ov hayoc mayrer» (2016)
- «Karmir kakachner» (2016)
- «Sharan» (2016)
- «Axpernerov» (2017)
- «Ardyoq ovqer en» (2017)
- «Mama jan» (2017)
- «Qochari» (2018)
- «Jan asenq» (2018)
- «Shnorhakal enq» (2018)
- «Quyrs» (2018)
- «Im balena» (2018)
- «Taqa taqa» (2018)
- «Kanach u karmir terev@» (2018)
- «Ninm ninm» (2018)
- «Hov areq» (2018)
- «Tanem Tanem» (2018)
- «Lavne es» (2019)
- «Luysic luse» (2019)
- «Im ynker» (2019)
- «Mi or» (2020)
- «Nor aravot» (2020)
- «Mi pampusht» (2020)
- «Gini lic» (2021)